# Marinebasis
Een marinebasis is een militaire basis waar (een deel van) de marine van een land is gevestigd. Wanneer de basis vooral ten dienste staat van schepen, spreekt men wel van een marinehaven. Een marinebasis hoeft echter geen zee- of binnenhaven te zijn: veel marines hebben een eigen luchtvaartdienst, met eigen vliegvelden, die niet altijd bij een haven zijn gevestigd. Dit was bijvoorbeeld het geval met het voormalige Vliegkamp Valkenburg in Nederland.